# Banka e Shqipërisë
De Banka e Shqipërisë (Albanees voor Bank van Albanië) is de centrale bank van Albanië. Zij is verantwoordelijk voor de monetaire politiek van deze balkanstaat en is de uitgever van de nationale munt de lek.
De hoofdzetel bevindt zich op het Skanderbegplein in de Albanese hoofdstad Tirana. Er zijn regionale kantoren in Shkodër, Elbasan, Gjirokastër, Korçë en Lushnjë.

## Geschiedenis

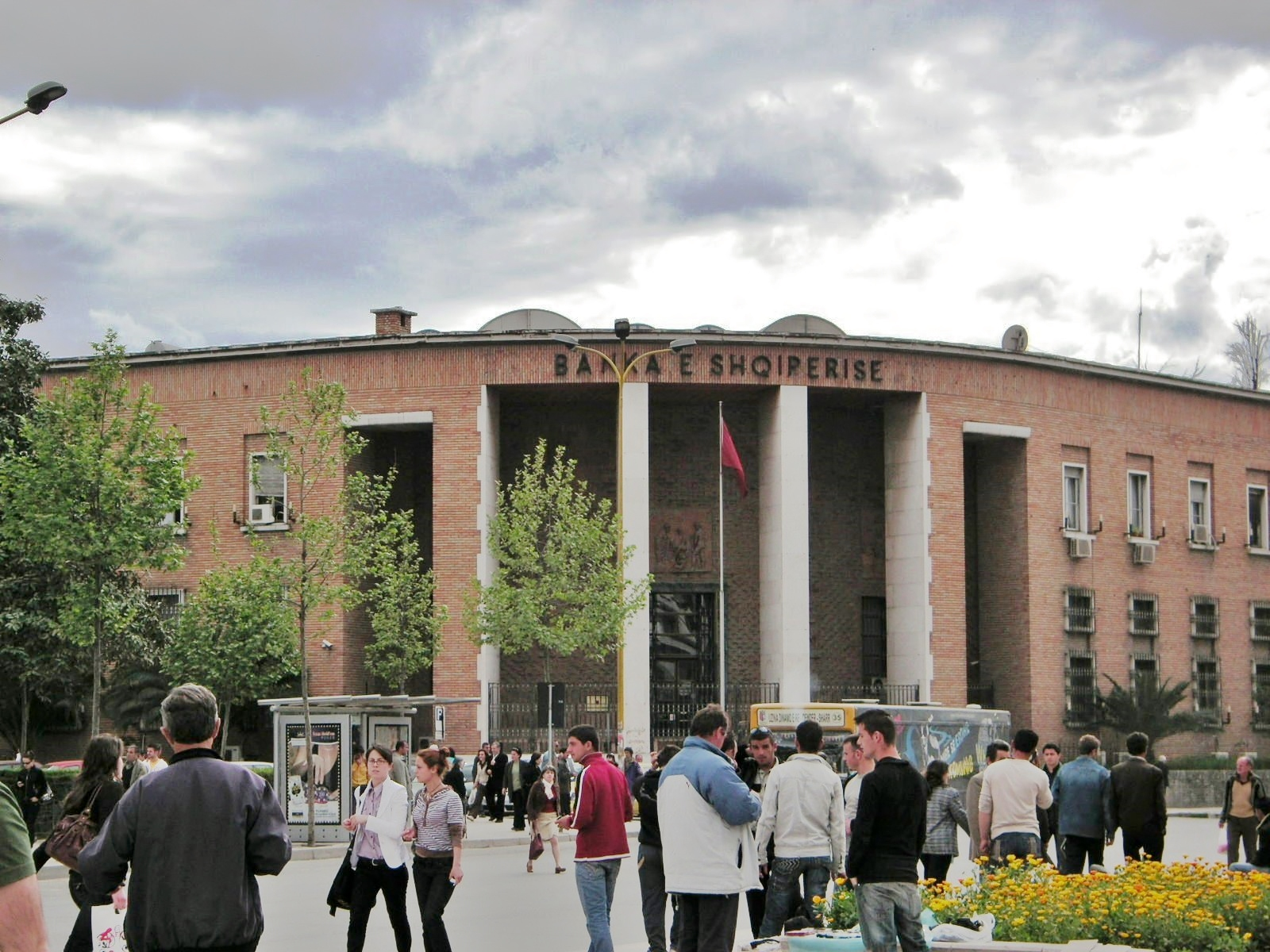
Banka e Shqipërisë.

In 1913 streefde Ismail Qemali naar de oprichting van een Albanese centrale bank. Dit mislukte door gebrek aan voldoende kapitaal en de politieke tegenstellingen kort voor het uitbreken van de Eerste Wereldoorlog.
In 1925 kwam het onder de regering van Ahmet Zogu uiteindelijk toch tot de oprichting ervan. Het nodige kapitaal werd geleverd door een Italiaans consortium, dat de nieuwe bank volledig domineerde. De hoofdzetel bevond zich zelfs niet in Albanië maar in Rome. Van 1925 tot 1944 heette de bank officieel Banka Kombëtare e Shqipërisë (Nationale Bank van Albanië). In 1944 werd de bank door de Albanese Partij van de Arbeid genationaliseerd, en werd de naam gewijzigd in: Banka e Shtetit Shqiptar (Bank van de Albanese Staat). De huidige naam is er pas gekomen in 1992.

## Organisatie

### Gouverneur
De gouverneur (Guvernatori) van de centrale bank wordt overeenkomstig Artikel 161 van de Albanese grondwet, op basis van een voorstel van de president door het Albanees Parlement voor een periode van zeven jaar verkozen. Elk lid van de negenkoppige toezichtsraad kan gouverneur worden. Hij kan eenmaal herverkozen worden.
Op 28 oktober 2004 werd Ardian Fullani door toenmalig president Alfred Moisiu voorgedragen en door het parlement benoemd. Op 17 november 2011 werd hij herverkozen.
Lijst van de gouverneurs sinds de val van het communisme in 1992:
- mei 1992 – september 1993: Ilir Hoti
- september 1993 – december 1994: Dylber Vrioni
- december 1994 – april 1997: Kristaq Luniku
- april 1997 – augustus 1997: Qamil Tusha
- augustus 1997 – oktober 2004: Shkëlqim Cani
- oktober 2004 – heden: Ardian Fullani

### Toezichtsraad
De toezichtsraad bestaat uit negen leden, voorgedragen door de regering en benoemd door het parlement.
De leden van de toezichtsraad (2011) zijn:
| - Ardian Fullani, gouverneur - Elisabeta Gjoni, plaatsvervangster - Petraq Milo | - Dhori Kule - Ela Golemi - Ermelinda Meksi | - Halit Xhafa - Arjan Kadareja - Adrian Civici |